# Сварамандал
Сварамандал (хинди: स्वरमण्डल, Svarmaṇḍal), также известный как сурмандал или индийская арфа — струнный музыкальный инструмент, используемый для аккомпанемента в индийской классической музыке, преимущественно в североиндийской традиции (Хиндустани).

## История и происхождение
Сварамандал, вероятно, попал в Индию в средневековый период через завоевателей или торговцев и был адаптирован к местной культуре. Его корни могут восходить к древнему инструменту маттакокила (санскр. मत्तकोकिला), упоминаемому в XIII веке. В эпоху Великих Моголов (XVI—XVIII вв.) сварамандал отождествлялся с арабским кануном.

## Конструкция и особенности
Инструмент представляет собой разновидность цитры с резонансным корпусом. Количество струн варьируется от 21 до 36, натянутых на деревянный корпус длиной около 76 см (30 дюймов) и шириной 35 см (14 дюймов). Струны крепятся к металлическим гвоздям с правой стороны и наматываются на колки слева, регулируемые специальным ключом. В средневековых версиях вместо металлических колков использовались деревянные.
Настройка сварамандала зависит от исполняемой раги, стандартной системы не существует. Некоторые струны дублируются для создания гармонических созвучий. Корпус чаще всего имеет трапециевидную или полутрапециевидную форму.

## Использование в музыке
Сварамандал применяется для аккомпанемента вокальным партиям, особенно в женском исполнении. Среди известных музыкантов, использовавших инструмент, — Баде Гулам Али Хан (1902—1968), Саламат Али Хан (1934—2003) и Пандит Джасрадж (род. 1930).
В западной музыке сварамандал можно услышать в песне Beatles «Strawberry Fields Forever» (в исполнении Джорджа Харрисона) и композиции «Within You Without You» из альбома «Sgt. Pepper's Lonely Hearts Club Band».

## Современные модификации
Существует электронная версия инструмента — digital Swarmandal, расширяющая звуковой диапазон и упрощающая настройку.